# NGC 1224
NGC 1224 este o galaxie lenticulară situată în constelația Perseu. A fost descoperită în 20 august 1885 de către Lewis A. Swift. Se află la o distanță de 76,91 de megaparseci de Pământ.